# Однопровідна розподільна мережа

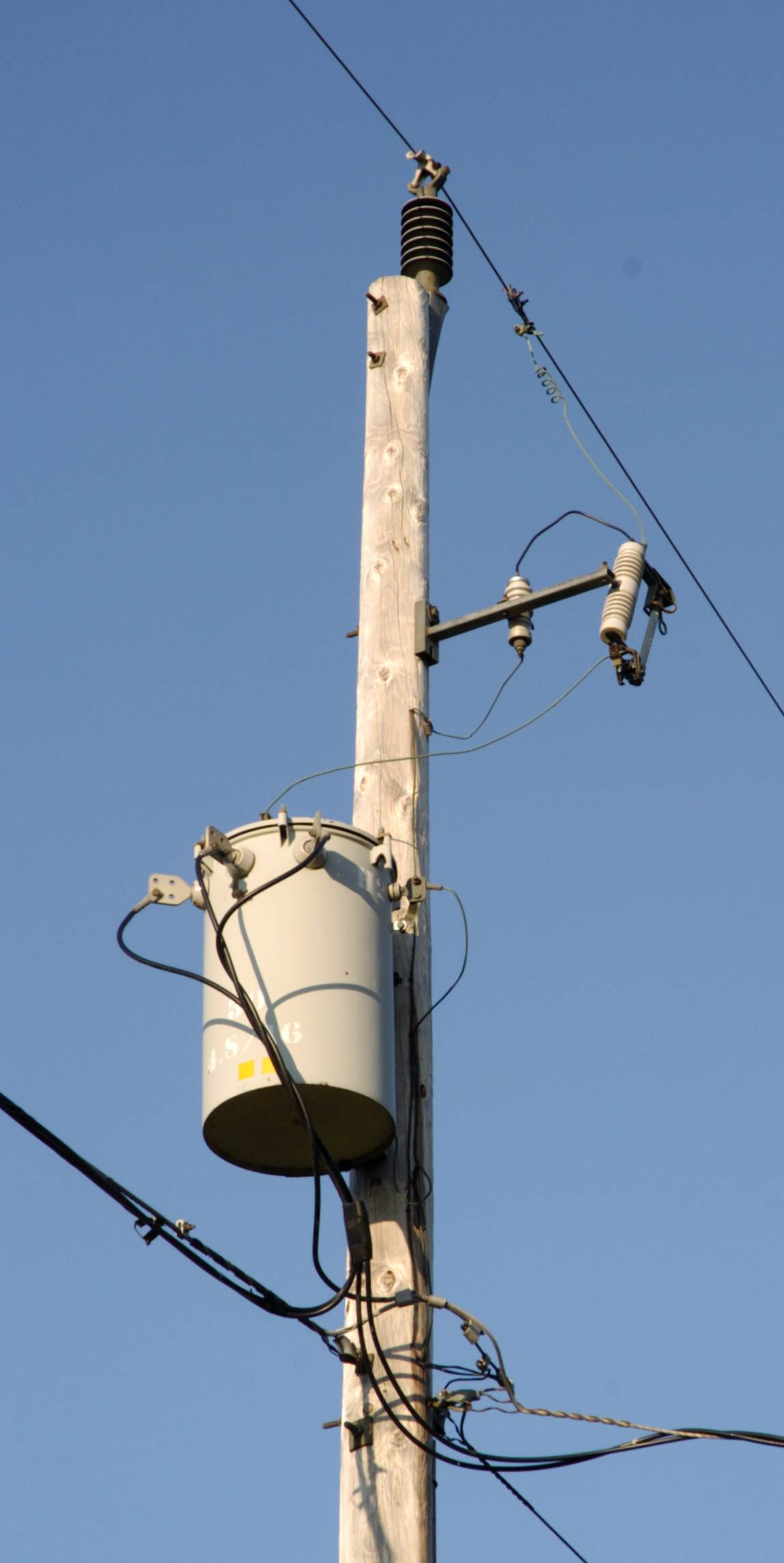
Однопровідна розподільна лінія з індивідуальним трансформатором

Принципова схема однопровідної лінії електропередач зі зворотнім шляхом через землю

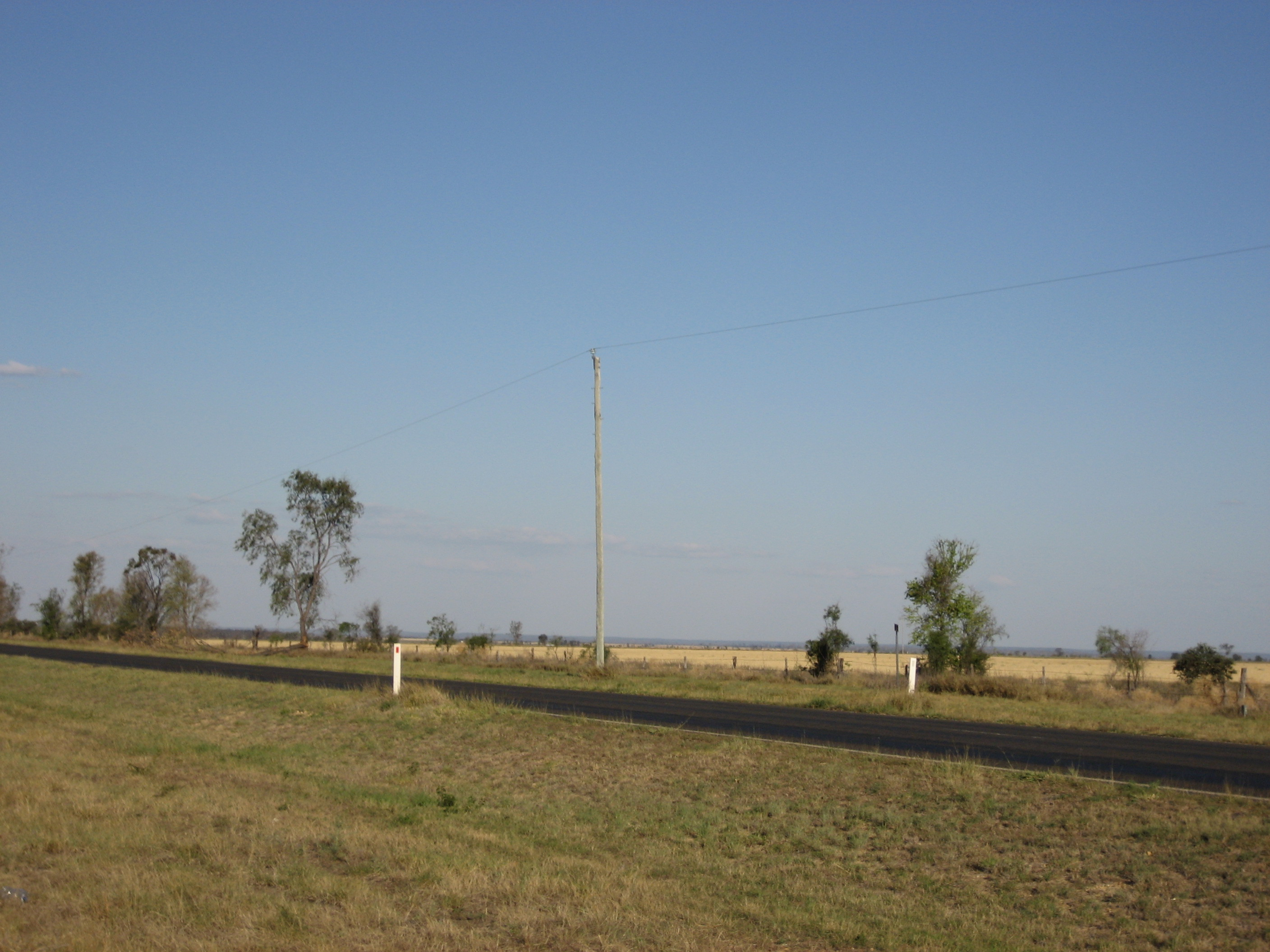
Однопровідна розподільна мережа в штаті Квінсленд, Австралія

Однопровідна розподільна мережа — силова мережа з одним фазовим дротом але з двома провідниками, де як другий провідник використовується земля або водойма. Електрифікація однодротовою мережею часто вигідна у віддалених районах з малою густиною населення, є меншою за собівартістю та простішою в експлуатації. .
Вперше винайдена та запропонована до використання Лойдом Манденом в Новій Зеландії в 1925р. 
Технологія набула широкого застосування в Австралії, Новій Зеландії, США та інших країнах, де за культурними особливостями поодинокого розселення та господарювання, населення живе в вигляді поодиноких поселень.
Однопровідна розподільна мережа може використовуватись для високої напруги як постійного так і змінного струму з прокладанням підводних силових кабелів, або повітряних ЛЕП. 
Схожий принцип використовується для електричної однофазної контактної підвіски для залізничного транспорту.

## У системах постійного струму
Багато високовольтних систем постійного струму з використанням підводних силових кабелів з одним проводом використовують принцип повернення через землю. Біполярні системи з позитивними і негативними кабелями можуть також використати морську воду як електрод заземлення. Щоб уникнути електрохімічної корозії заземлювальних електродів, вони розташовані окремо від перетворювальних підстанцій і не поблизу передавального кабелю. Електроди можуть бути розташовані в морі або на суші. Голі мідні дроти можуть бути використані для катодів, а графітові стрижні, закопані в землю, або титанові сітки в морі можуть використовуються для анодів. Щоб уникнути електрохімічної корозії (і пасивації поверхні титану) щільність струму на поверхні електродів повинна бути мала, і, отже, потрібна велика поверхня електродів. Перевага таких схем є усунення вартості другого провідника, так як солона вода є відмінним провідником.